# Parafia św. Józefa, Oblubieńca Najświętszej Maryi Panny w Mieszałkach
Parafia pw. św. Józefa Oblubieńca Najświętszej Maryi Panny w Mieszałkach – rzymskokatolicka parafia należąca do dekanatu Barwice, diecezji koszalińsko-kołobrzeskiej, metropolii szczecińsko-kamieńskiej. Parafia erygowana w 1957 roku.

## Kościół parafialny
Kościół pw. św. Józefa Oblubieńca NMP w Mieszałkach

## Kościoły filialne i kaplice
- Kościół pw. św. Stanisława Kostki w Kowalkach
- Kościół pw. św. Stanisława Biskupa i Męczennika w Nosibądach